# Перепись (село)
Пере́пись (укр. Перепис) — село, сельская община, Черниговский район (до 2020 года — Городнянский район) Черниговская область (Украина).
Код КОАТУУ — 7421487201. Население по переписи 2001 года составляло 539 человек.
Являлося административным центром Переписского сельского совета, в который, кроме того, входило село
Кусеи.

## Географическое положение
Село Перепись находится на расстоянии в 2,5 км от сёл Ваганичи и Хоробичи.
По селу протекает пересыхающий ручей с запрудой.
Рядом проходит железная дорога (Гомель-Сновск (ранее Щорс), остановочный пункт Перепись в 0,5 км.

## История
- 1665 год — дата основания.

## Экономика
- «Родына», сельскохозяйственное ООО.

## Объекты социальной сферы
- Начальная школа - нет
- Дом культуры - нет
- Фельдшерско-акушерский пункт - нет

## Достопримечательности
- Братская могила советских воинов.

Похоронены:
Свиридов Алексей Андреевич, военный летчик, командир эскадрильи, Герой Советского Союза.
Павлов Михаил Никитович, военный летчик, штурман эскадрильи, Герой Советского Союза.
Трое неизвестных военнослужащих, погибших в 1941 году в окрестностях села Перепись